# Guillestre
Guillestre is een gemeente in het Franse departement Hautes-Alpes (regio Provence-Alpes-Côte d'Azur). De gemeente telde 2.286 inwoners op 1 januari 2022. De plaats maakt deel uit van het arrondissement Briançon.

## Geografie
De oppervlakte van Guillestre bedroeg op 1 januari 2022 51,29 vierkante kilometer; de bevolkingsdichtheid was toen 44,6 inwoners per km².
De Guil stroomt door de gemeente. Guillestre geldt als een toegangspoort tot het dal van Queyras. 
Guillestre telt verschillende gehuchten: Bramousse, La Maison du Roy, Montgauvie, Les Michelats, Peyre Haute en Peyre Basse, Mouraisse, Le Villard en Le Plan de Phazy.
De onderstaande kaart toont de ligging van Guillestre met de belangrijkste infrastructuur en aangrenzende gemeenten.

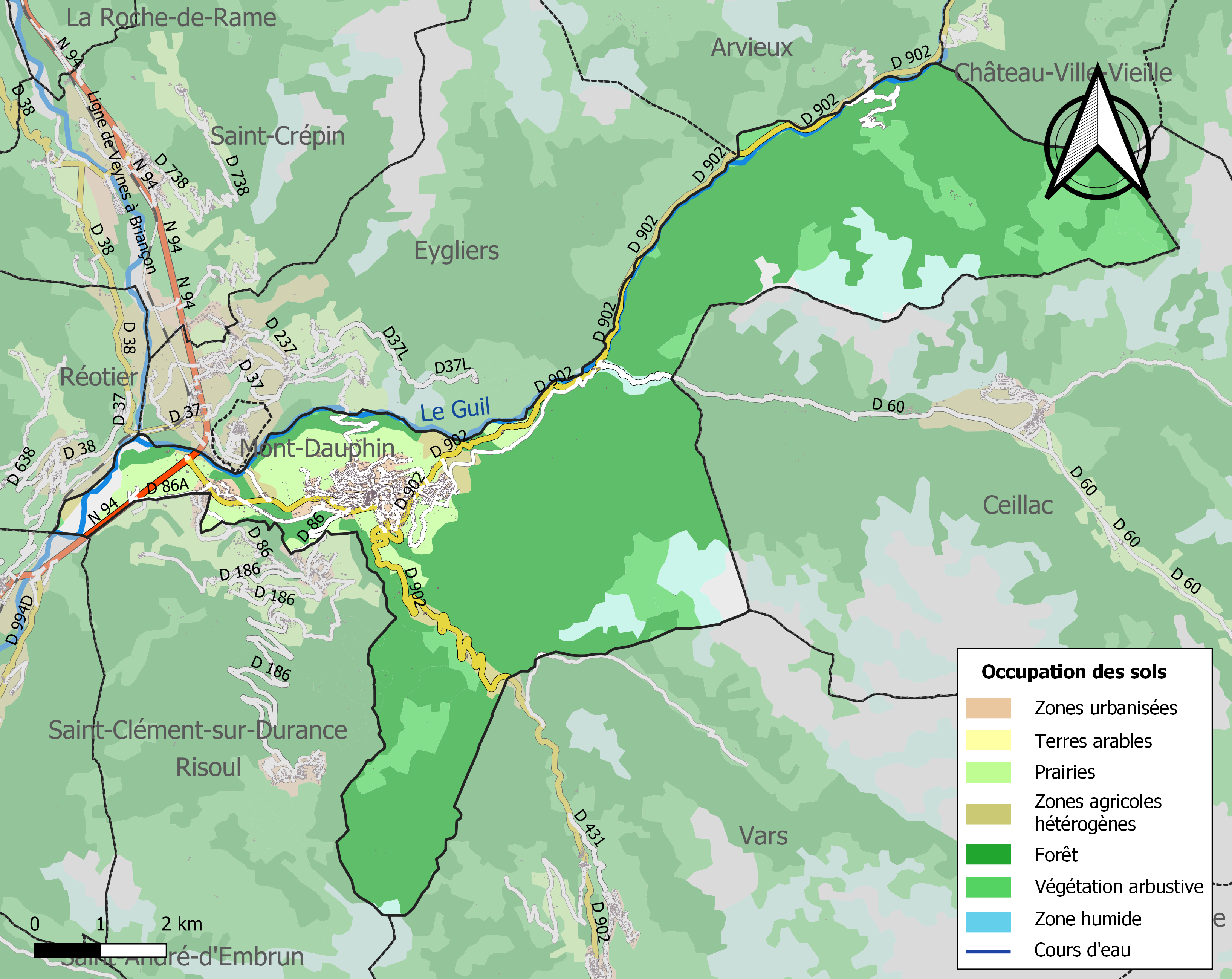

## Demografie
Onderstaande figuur toont het verloop van het inwonertal (bron: INSEE-tellingen).
Vanwege een beveiligingsprobleem met de MediaWiki Graph-software is het momenteel niet mogelijk deze grafiek weer te geven. Zodra de software is bijgewerkt zal de grafiek vanzelf weer zichtbaar worden.

## Geschiedenis en erfgoed

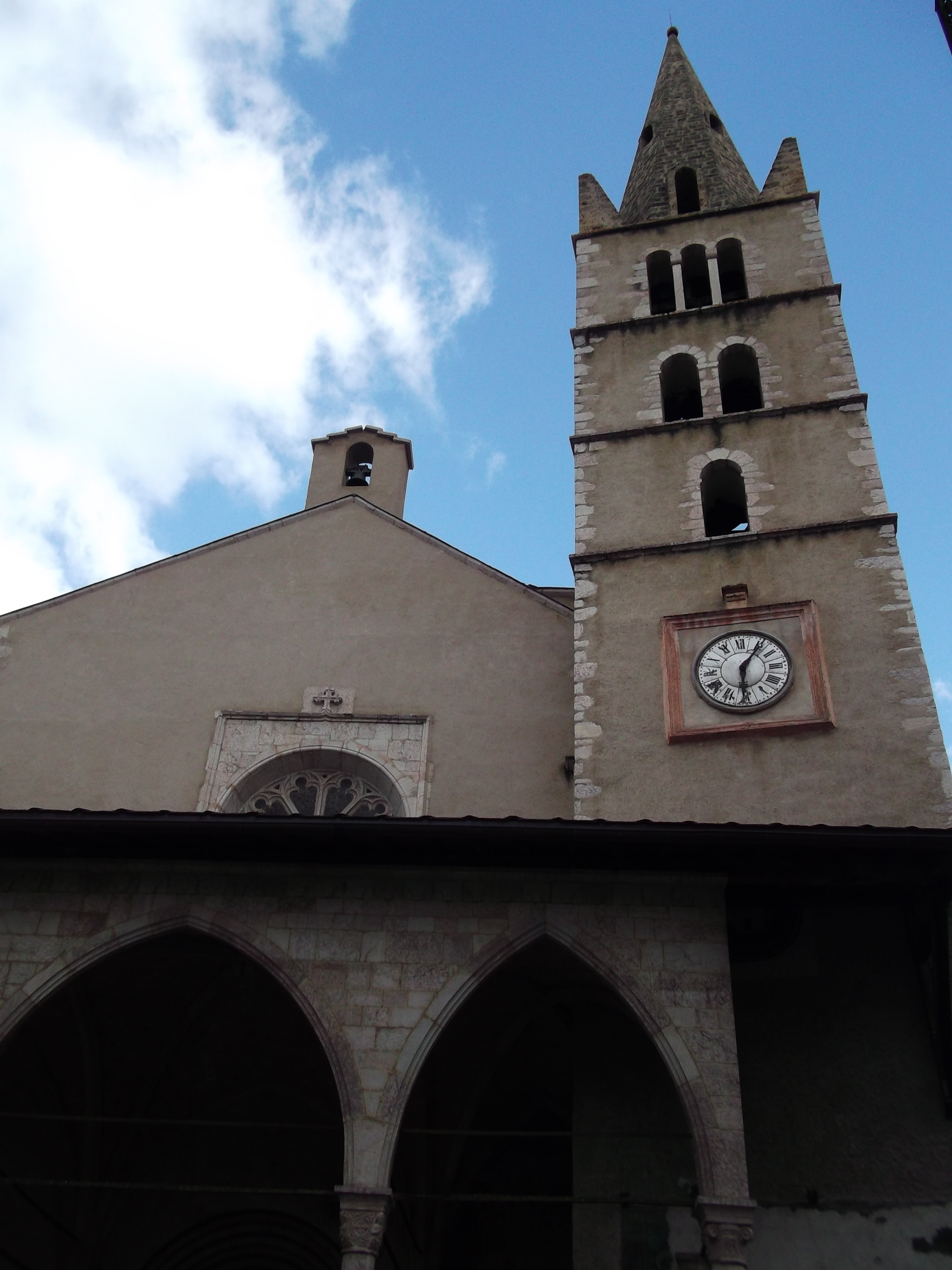
Notre-Dame d'Aquilon

De plaats werd voor het eerste genoemd in 1118 en is ontstaan rond een feodaal kasteel. In de 14e eeuw was Guillestre een ommuurde stad; de stadsmuur telde tien torens waarvan enkel de Tour d'Eygliers bewaard is gebleven. In de eerste helft van de 16e eeuw werd de kerk Notre-Dame d'Aquilon gebouwd. Het kasteel van Guillestre werd afgebroken in de 17e eeuw. Pas in de loop van de 19e eeuw groeide de plaats tot buiten haar oude omwalling. Na de Tweede Wereldoorlog breidde de bewoning zich uit langs de invalswegen. In 1993 werd een nieuwe weg aangelegd ten zuiden van het centrum om het verkeer uit het centrum te weren.